# 紐約地鐵R142型列車
紐約地鐵R142型列車是美國紐約地鐵跨區捷運公司（IRT）新技術列車（NTT）當中首款成功的型號。列車由龐巴迪在加拿大魁北克省拉波卡捷爾及佛蒙特州巴雷建造，最後在紐約州普拉茨堡組裝，由1999年起至2003年間建造。車輛總數共880節，編號為6301－7180，另有150節，編號1101－1250，合共1,030節。連同R142A型一同取代了紅鳥列車，包括R26、R28、R29、R33、R33WF、R36及R36WF。